# SMS Nassau
O SMS Nassau foi um couraçado operado pela Marinha Imperial Alemã e a primeira embarcação da Classe Nassau, seguido pelo SMS Westfalen, SMS Rheinland e SMS Posen. Foi o primeiro couraçado tipo dreadnought alemão. Sua construção começou no final de julho de 1907 no Estaleiro Imperial de Wilhelmshaven e foi lançado ao mar em março de 1908, sendo comissionado na frota alemã no começo de outubro do ano seguinte. Era armado com uma bateria principal composta por doze canhões de 283 milímetros montados em seis torres de artilharia duplas, tinha um deslocamento carregado de 21 mil toneladas e alcançava um velocidade máxima de vinte nós (37 quilômetros por hora).
O navio passou o período de paz realizando manobras e treinamentos de rotina junto com a Frota de Alto-Mar. O Nassau serviu no Mar do Norte depois do início da Primeira Guerra Mundial em 1914, mas em agosto de 1915 foi para o Mar Báltico e participou da Batalha do Golfo de Riga, onde enfrentou o pré-dreadnought russo Slava. No ano seguinte se envolveu na Batalha da Jutlândia contra a Grande Frota, onde colidiu com o contratorpedeiro britânico HMS Spitfire. Pouco fez depois disso até o fim da guerra em novembro de 1918. A maior parte da Frota de Alto-Mar foi internada em Scapa Flow, mas o Nassau permaneceu na Alemanha e foi entregue ao Japão em 1920, sendo desmontado.

## Características
O trabalho de design na Classe Nassau começou no final de 1903 no contexto da corrida armamentista naval anglo-germânica; na época, os couraçados de marinhas estrangeiras começaram a transportar baterias secundárias cada vez mais pesadas, incluindo navios italianos e americanos com armas de 203 milímetros e navios britânicos com armas de 234 milímetros, superando os anteriores couraçados da Classe Deutschland com seus secundários de 170 milímetros. Os projetistas alemães inicialmente consideraram navios equipados com  armas secundárias de 210 milímetros, mas relatos errôneos no início de 1904 de que os Lord Nelson seriam equipados com uma bateria secundária de 254 milímetros os levaram a considerar um navio ainda mais poderoso, armado com um armamento de grande porte, consistindo em oito armas de 280 milímetros. Nos dois anos seguintes, o projeto foi refinado em um navio maior com doze canhões, época em que a Grã-Bretanha lançou o encouraçado HMS Dreadnought no formato all-big-gun.
O Nassau tinha 146,1 metros de comprimento, 26,9 metros de largura e um calado de 8,9 metros. Ele deslocava 18 873 toneladas com carga normal e 20 535 toneladas totalmente carregadas. O navio tinha uma tripulação de 40 oficiais e 968 homens alistados. O Nassau manteve motores de expansão tripla de três eixos com doze caldeiras aquatubulares movidas a carvão em vez de motores de turbina mais avançados. Seu sistema de propulsão foi avaliado em 16 181 kW e proporcionou-lhe velocidade máxima de 20 nós (37 quilômetros por hora). Ele tinha um raio de atividade de 8 300 milhas náuticas (15 mil quilômetros) a uma velocidade de cruzeiro de 12 nós (22 quilômetros por hora). Este tipo de maquinaria foi escolhida a pedido do Almirante Alfred von Tirpitz e do departamento de construção da Marinha; este último afirmou em 1905 que "o uso de turbinas em navios de guerra pesados não é recomendável". Esta decisão baseou-se apenas no custo: na altura, a Parsons detinha o monopólio das turbinas a vapor e exigia uma taxa de royalties de um milhão de marcos de ouro alemães para cada motor de turbina fabricado. As empresas alemãs não estavam prontas para iniciar a produção de turbinas em grande escala até 1910.
O Nassau possuía uma bateria principal de 12 canhões SK L/45 de 280 milímetros em uma configuração hexagonal incomum. Seu armamento secundário consistia em doze canhões SK L/45 de 150 milímetros e dezesseis canhões SK L/45 de 88 milímetros, todos montados em casamatas. O navio também estava armado com seis tubos de torpedo submersos de 450 milímetros. Um tubo foi montado na proa, outro na popa e dois em cada lateral, em cada extremidade da antepara antitorpedo. A blindagem do cinto do navio tinha 270 milímetros de espessura na cidadela central, e o convés blindado tinha 80 milímetros de espessura. As torres da bateria principal tinham laterais de 280 milímetros de espessura, e a torre de comando era protegida com 400 milímetros de blindagem.

## Histórico de serviço
O Nassau foi encomendado sob o nome provisório Ersatz Bayern, como um substituto para o antigo ironclad Bayern da Classe Sachsen. Ele foi batido em 22 de julho de 1907 no Kaiserliche Werft em Wilhelmshaven, sob construção número 30. As obras decorreram em absoluto sigilo; destacamentos de soldados foram encarregados de guardar o próprio estaleiro, bem como empreiteiros que forneciam materiais de construção, como a Krupp. O navio foi lançado em 7 de março de 1908; ele foi batizado pela Princesa Hilda de Nassau, e a cerimônia contou com a presença do Kaiser Guilherme II e do Príncipe Henrique dos Países Baixos, representando a Casa de Orange-Nassau de sua esposa.

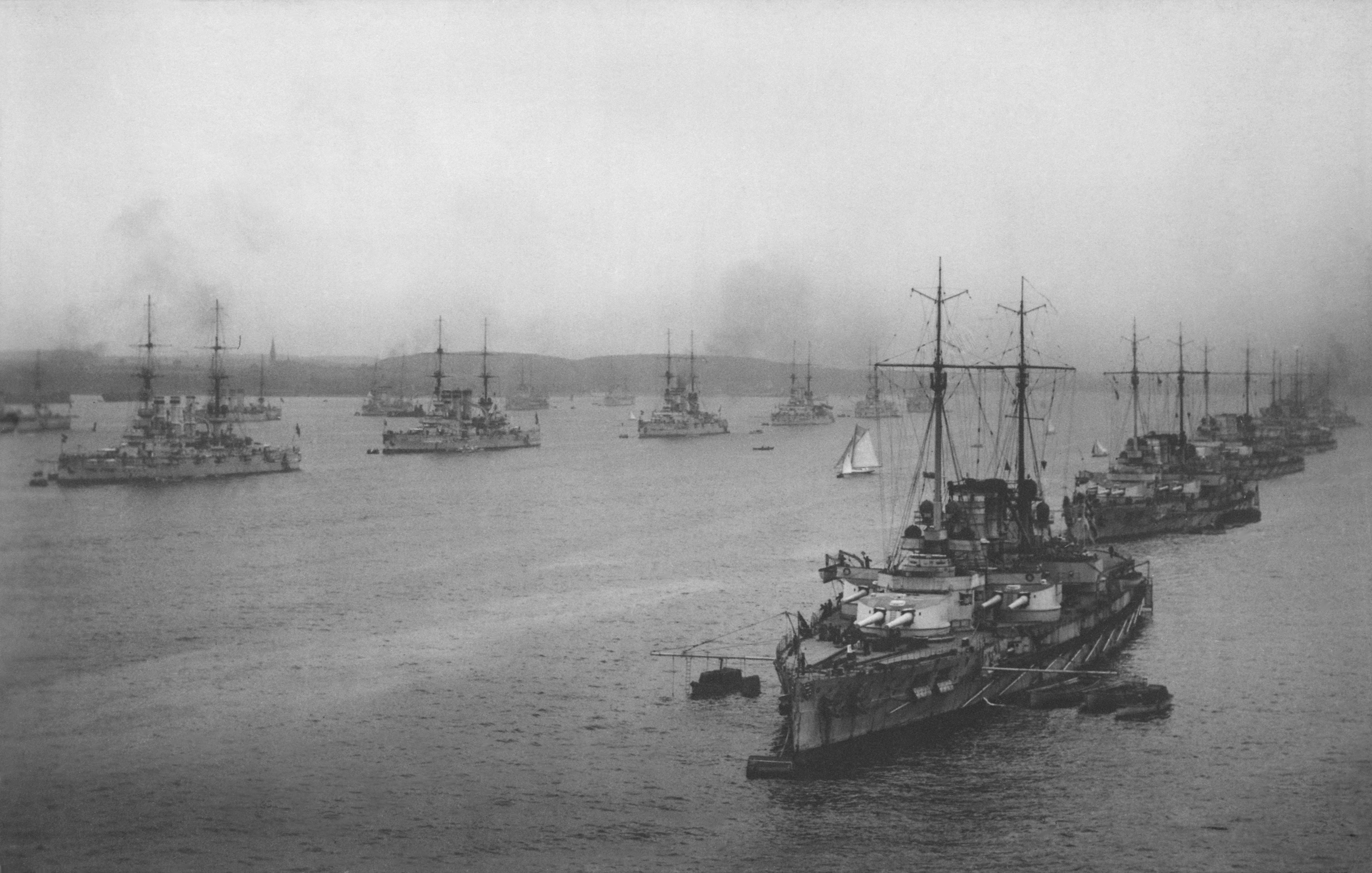
Nassau e o resto do I Esquadrão de Batalha em Kiel antes da guerra

O trabalho de montagem foi atrasado significativamente quando um trabalhador do estaleiro removeu acidentalmente uma placa de vedação de um grande cano, o que permitiu que uma quantidade significativa de água inundasse o navio. O navio não tinha suas anteparas estanques instaladas, então a água se espalhou por todo o navio e fez com que ele inclinasse para bombordo e afundasse 1,6 metros até o fundo do cais. O navio teve que ser bombeado até fosse seco e limpo, o que provou ser uma tarefa trabalhosa. O navio foi concluído no final de setembro de 1909. Ele foi comissionado na Frota de Alto-Mar em 1º de outubro de 1909, e os testes começaram imediatamente. O HMS Dreadnought, o navio que motivou a construção do Nassau, foi lançado 25 meses antes dele, em 2 de fevereiro de 1906.
Em 16 de outubro de 1909, o Nassau e seu irmão Westfalen participaram de uma cerimônia de inauguração da nova terceira entrada no Estaleiro Naval de Wilhelmshaven. Eles participaram das manobras anuais da Frota de Alto-Mar em fevereiro de 1910, ainda em testes. O Nassau concluiu seus testes em 3 de maio e se juntou ao recém-criado I Esquadrão de Batalha. Nos quatro anos seguintes, o navio participou de séries regulares de manobras de esquadrão e frota e cruzeiros de treinamento. A única exceção foi o cruzeiro de treinamento de verão de 1912, quando, devido à Crise de Agadir, o cruzeiro só entrou no Báltico. Em 14 de julho de 1914, começou o cruzeiro anual de verão para a Noruega. A ameaça de guerra fez com que o Kaiser cancelasse o cruzeiro após duas semanas e, no final de julho, a frota estava de volta ao porto. A guerra entre a Áustria-Hungria e a Sérvia eclodiu no dia 28 e, no espaço de uma semana, todas as principais potências europeias juntaram-se ao conflito.

### Primeira Guerra Mundial
O Nassau participou da maior parte dos avanços da frota no Mar do Norte durante a guerra. A primeira operação foi conduzida principalmente pelos cruzadores de batalha do contra-almirante Franz von Hipper; os navios bombardearam as cidades costeiras inglesas de Scarborough, Hartlepool e Whitby de 15 a 16 de dezembro de 1914. Uma frota de batalha alemã de 12 dreadnoughts - incluindo o Nassau - e oito pré-dreadnoughts navegou em apoio aos cruzadores de batalha. Na noite de 15 de dezembro, eles chegaram a 10 milhas náuticas (19 quilômetros) de um esquadrão isolado de seis couraçados britânicos. Marcações na escuridão entre as telas de contratorpedeiros rivais convenceram o comandante da frota alemã, almirante Friedrich von Ingenohl, de que toda a Grande Frota estava posicionada diante dele. Sob ordens do Kaiser para não arriscar a frota, Ingenohl rompeu o combate e voltou a frota de batalha para a Alemanha.

#### Batalha do Golfo de Riga
Em agosto de 1915, a frota alemã tentou limpar o Golfo de Riga para facilitar a captura de Riga pelo Exército Alemão. Para isso, os planejadores alemães pretendiam expulsar ou destruir as forças navais russas na área, que incluíam o encouraçado pré-dreadnought Slava e uma série de canhoneiras e contratorpedeiros. A força naval alemã também colocaria uma série de campos minados na entrada norte do golfo para impedir que reforços navais russos pudessem entrar na área. A frota reunida para o ataque incluía o Nassau e seus três  irmãos, os quatro encouraçados da Classe Helgoland e os cruzadores de batalha Von der Tann, Moltke e Seydlitz. A força operaria sob o comando do atual vice-almirante Hipper. Os oito couraçados serviriam para dar cobertura às forças que enfrentavam a flotilha russa. A primeira tentativa, em 8 de agosto, não teve sucesso, pois demorou muito para limpar os campos minados russos para permitir que o lançador de minas Deutschland colocasse seu próprio campo minado.
Em 16 de agosto de 1915, foi feita uma segunda tentativa de entrar no golfo: o Nassau e o Posen, quatro cruzadores leves e 31  torpedeiros conseguiram romper as defesas russas. No primeiro dia do ataque, o caça-minas alemão T 46 foi afundado, assim como o contratorpedeiro V 99. No dia seguinte, o Nassau e o Posen se envolveram em um duelo de artilharia com o Slava, resultando em três ataques ao navio russo que o forçaram a recuar. Em 19 de agosto, os campos minados russos foram limpos e a flotilha entrou no golfo. Relatos de submarinos aliados na área levaram os alemães a cancelar a operação no dia seguinte. O Nassau e o Posen permaneceram no Golfo até 21 de agosto e, enquanto estiveam lá, ajudaram na destruição das canhoneiras Sivuch e Korietz. O almirante Hipper comentou mais tarde que: "Manter navios valiosos durante um período considerável numa área limitada, onde os submarinos inimigos estavam cada vez mais ativos, com o risco correspondente de danos e perdas, era arriscar-se de forma desproporcional à vantagem a obter com a ocupação do Golfo antes da captura de Riga por terra."

#### Batalha da Jutlândia

Mapas mostrando as manobras das frotas britânica (azul) e alemã (vermelha) em 31 de maio – 1 de junho de 1916

O Nassau participou da inconclusiva Batalha da Jutlândia de 31 de maio a 1º de junho de 1916, na II Divisão do I Esquadrão de Batalha. Durante a maior parte da batalha, o I Esquadrão de Batalha formou o centro da linha de batalha, atrás do III Esquadrão de Batalha do contra-almirante Behncke, e seguido pelos pré-dreadnoughts do II Esquadrão de Batalha do contra-almirante Mauve. O Nassau foi o terceiro navio do grupo dos quatro, atrás do Rheinland e à frente do Westfalen; O Posen era a nau capitânia do esquadrão. Quando a frota alemã se reorganizou em uma formação de cruzeiro noturno, a ordem dos navios foi inadvertidamente invertida, e assim o Nassau foi o segundo navio da linha, à popa do Westfalen.
Entre 17h48 e 17h52, onze encouraçados alemães, incluindo o Nassau, engajaram e abriram fogo contra o 2º Esquadrão de Cruzadores Ligeiros Britânico; o alvo do navio era o cruzador Southampton. Acredita-se que tenha acertado o Southampton, aproximadamente às 17h50, a uma distância de 18 mil metros, logo após ele começar a atirar. O projétil atingiu o navio obliquamente e não causou danos significativos. O Nassau então mudou seu alvo para o cruzador Dublin; os disparos cessaram às 18h10. Às 19:33, o couraçado entrou no alcance do encouraçado britânico Warspite; seus canhões principais dispararam brevemente, mas após a curva de 180 graus da frota alemã, o navio britânico não estava mais ao alcance.
O Nassau e o resto do I Esquadrão foram novamente obstruídos pelas forças leves britânicas pouco depois das 22h, incluindo os cruzadores leves Caroline, Comus e Royalist. O Nassau seguiu seu irmão Westfalen em uma curva de 68° para estibordo, a fim de evitar quaisquer torpedos que pudessem ter sido disparados. Os dois navios dispararam contra o Caroline e o Royalist a um alcance de cerca de 7 300 metros. Os navios britânicos deram meia-volta brevemente, antes de se virarem para lançar torpedos. O Caroline disparou duas vezes contra o Nassau; o primeiro passou próximo à proa e o segundo passou por baixo do navio sem explodir.
Por volta da meia-noite de 1º de junho, a frota alemã tentava passar atrás da Grande Frota Britânica quando encontrou uma linha de contratorpedeiros britânicos. O Nassau avistou o destróier Spitfire e, na confusão, tentou abalroá-lo. O Spitfire tentou desviar, mas não conseguiu manobrar rápido o suficiente, e os dois navios colidiram. O Nassau disparou seus canhões dianteiros de 280 milímetros contra o contratorpedeiro. Eles não conseguiram deprimir o suficiente para o Nassau para conseguir acertar; no entanto, a explosão dos canhões destruiu a ponte do Spitfire. Nesse ponto, o Spitfire conseguiu se desvencilhar do Nassau, e levou consigo 6 metros da blindagem do couraçado. A colisão desativou um dos canhões de 150 milímetros do navio, e deixou um corte 3,5 metros acima da linha de água; isso desacelerou o navio para 15 nós (28 quilômetros por hora) até que pudesse ser reparado. Durante a ação confusa, o Nassau foi atingido por dois dos projéteis de 100 milímetros dos contratorpedeiros britânicos, que danificaram seus holofotes e causaram pequenas baixas.

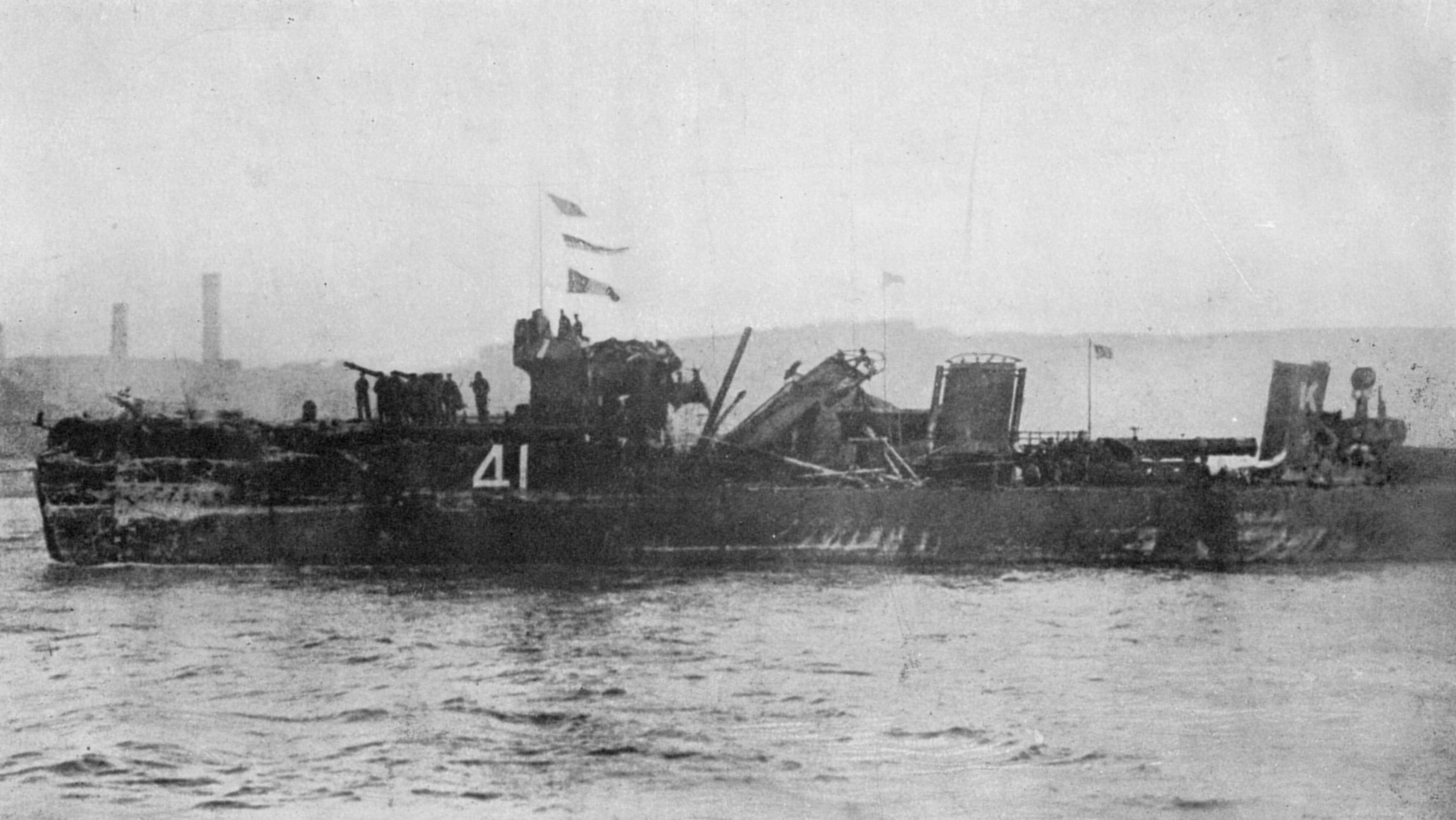
Danos ao HMS Spitfire após ser abalroado pelo Nassau

Pouco depois da 01h00, o Nassau e o Thüringen encontraram o cruzador blindado britânico Black Prince. O Thüringen abriu fogo primeiro e atingiu o Black Prince com um total de 27 projéteis de alto calibre e 24 projéteis de sua bateria secundária. O Nassau e o Ostfriesland juntaram-se, seguidos pelo Friedrich der Grosse. O fogo pesado rapidamente desativou o cruzador britânico e o incendiou; após uma tremenda explosão, ele afundou, levando toda a sua tripulação com ele. O naufrágio do Black Prince estava diretamente no caminho do Nassau; para evitá-lo, o navio teve que virar bruscamente em direção ao III Esquadrão de Batalha. Era necessário para o Nassau para reverter seus motores para velocidade máxima à ré para evitar uma colisão com o Kaiserin. Nassau depois se moveu para uma posição entre os pré-dreadnoughts Hessen e Hannover. Por volta das 03h00, vários contratorpedeiros britânicos tentaram outro ataque de torpedos na linha alemã. Aproximadamente às 03h10, três ou quatro contratorpedeiros apareceram na escuridão ao lado do Nassau; em um intervalo entre 5 mil para 4 mil metros, o navio disparou brevemente contra os navios antes de virar 90° para evitar torpedos.
Após seu retorno às águas alemãs, o Nassau, seus irmãos Posen e Westfalen, e os couraçados da Classe Helgoland Helgoland e Thüringen, assumiram posições defensivas no ancoradouro de Jade durante a noite. No decorrer da batalha, o Nassau foi atingido duas vezes por projéteis secundários, embora esses impactos não tenham causado danos significativos. Suas baixas somaram 11 homens mortos e 16 feridos. Durante o curso da batalha, ele disparou 106 projéteis da bateria principal e 75 projéteis de seus canhões secundários. Os reparos foram concluídos rapidamente e o Nassau estava de volta à frota em 10 de julho de 1916.

#### Operações posteriores
Outro avanço da frota ocorreu em 18–22 Agosto, durante o qual os cruzadores de batalha do I Grupo de Reconhecimento deveriam bombardear a cidade costeira de Sunderland na tentativa de atrair e destruir os cruzadores de batalha de Beatty. Como apenas dois dos quatro cruzadores de batalha alemães ainda estavam em condições de combate, três encouraçados foram designados ao Grupo de Reconhecimento para a operação: Markgraf, Grosser Kurfürst e o recém-comissionado Bayern. A Frota de Alto Mar, incluindo o Nassau, ficariam atrás e forneceriam cobertura. Às 06h00 do dia 19 de agosto, o Westfalen foi torpedeado pelo submarino britânico E23 100 quilômetros ao norte de Terschelling; o navio permaneceu flutuando e foi destacado para retornar ao porto. Os britânicos estavam cientes dos planos alemães e enviaram a Grande Frota para enfrentá-los. Às 14h35, o Almirante Scheer foi avisado da aproximação dos britânicos e, não querendo enfrentar toda a Grande Frota apenas 11 semanas após a Jutlândia, voltou suas forças e recuou para os portos alemães.

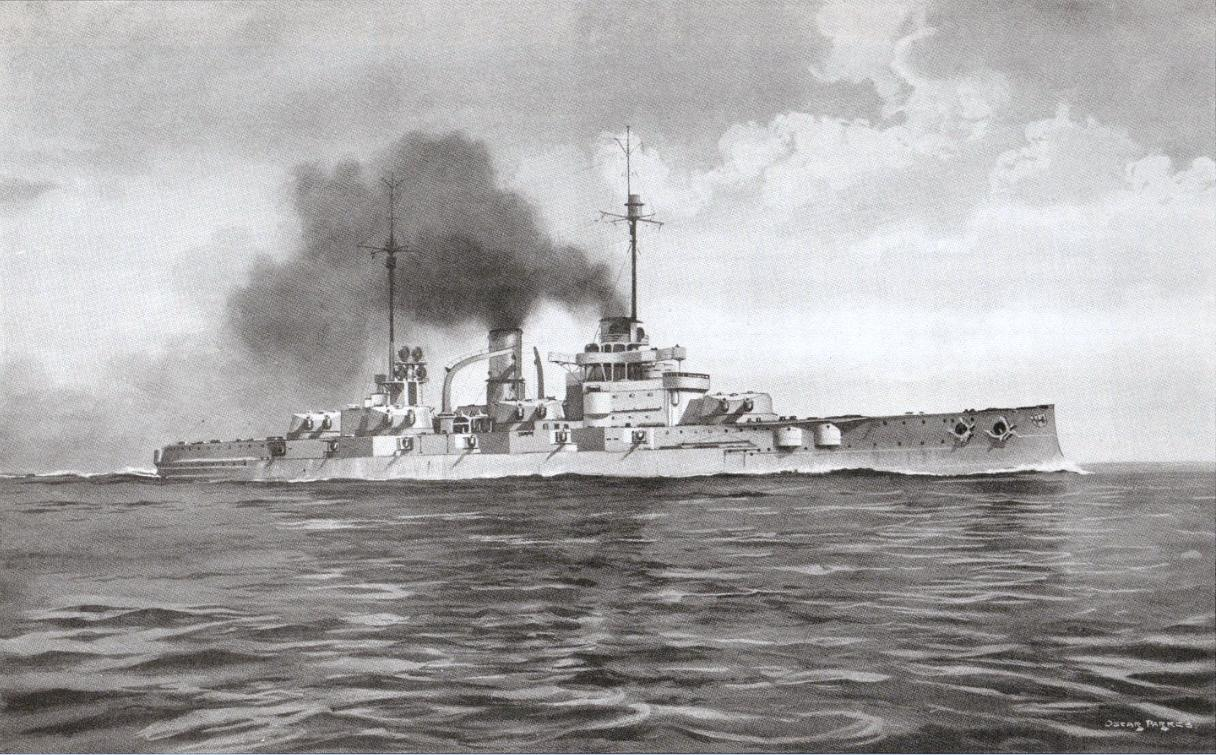
Um desenho de reconhecimento preparado pela Marinha Real, com a bateria principal do Nassau virada para estibordo

Outra incursão no Mar do Norte ocorreu em 19 e 20 de outubro. Em 21 de dezembro, o Nassau encalhou na foz do Elba. Ele conseguiu se libertar e os reparos foram feitos em Hamburgo, no Estaleiro Reihersteig, até 1º de fevereiro de 1917. O navio fazia parte da força que navegou para a Noruega para interceptar um comboio britânico fortemente escoltado de 23 a 25 de abril, embora a operação tenha sido cancelada quando o cruzador de batalha Moltke sofreu danos mecânicos e teve que ser rebocado de volta ao porto. O Nassau, Ostfriesland, e Thüringen foram organizados em uma unidade especial para a Operação Schlußstein, uma ocupação planejada de São Petersburgo. Em 8 de agosto, o Nassau embarcou 250 soldados em Wilhelmshaven e depois partiu para o Báltico. Os três navios chegaram ao Báltico em 10 de agosto, mas a operação foi adiada e eventualmente cancelada. A unidade especial foi dissolvida em 21 de agosto e os couraçados retornaram a Wilhelmshaven no dia 23.
O Nassau e seus três irmãos deveriam ter participado de uma ação final da frota no final de outubro de 1918, dias antes de o Armistício entrar em vigor. A maior parte da Frota de Alto Mar deveria ter saído de sua base em Wilhelmshaven para enfrentar a Grande Frota Britânica; Scheer — a essa altura o Grande Almirante (Großadmiral) da frota —pretendia infligir o máximo de danos possível à marinha britânica, para melhorar a posição de negociação da Alemanha, apesar das baixas esperadas. Muitos dos marinheiros cansados da guerra sentiram que a operação iria perturbar o processo de paz e prolongar a guerra. Na manhã de 29 de outubro de 1918, foi dada ordem para partir de Wilhelmshaven no dia seguinte. A partir da noite de 29 de outubro, os marinheiros do Thüringen e depois de vários outros couraçados se amotinaram. A agitação acabou forçando Hipper e Scheer a cancelar a operação.

### Destino
Após o colapso alemão em novembro de 1918, uma parte significativa da Frota de Alto Mar foi internada em Scapa Flow. O Nassau e seus três irmãos não estavam entre os navios listados para internamento, então permaneceram em portos alemães. Durante este período, de novembro a dezembro, Hermann Bauer serviu como comandante do navio. Em 21 de junho de 1919, o contra-almirante Ludwig von Reuter, sob a impressão equivocada de que o armistício expiraria ao meio-dia daquele dia, ordenou que seus navios fossem afundados para evitar sua apreensão pelos britânicos. Como resultado, os quatro navios da Classe Nassau foram cedidos às várias potências aliadas como substitutos dos navios que haviam sido afundados. O Nassau foi concedido ao Japão em 7 de abril de 1920, embora os japoneses não precisassem do navio. Eles, portanto, venderam-no em junho de 1920 para desmanteladores britânicos, que desmantelaram o navio em Dordrecht.